# Municipio de Oak Hill (Carolina del Norte)
El municipio de Oak Hill (en inglés: Oak Hill Township) es un municipio ubicado en el  condado de Granville en el estado estadounidense de Carolina del Norte. En el año 2010 tenía una población de 1.776 habitantes.

## Geografía
El municipio de Oak Hill se encuentra ubicado en las coordenadas 36°29′25.51″N 78°44′29.02″O / 36.4904194, -78.7413944.